# Batalla de Castagnaro
La Batalla de Castagnaro es va produir l'11 de març de 1387 a Castagnaro (avui Venècia, al nord d'Itàlia) entre les forces de Verona i Pàdua. És una de les més famoses batalles de l'edat dels condottieri italiana. La batalla va enfrontar a l'exèrcit de Verona liderat per Joan Ordelaffi i Ostasio II da Polenta, a la milícia paduana de John Hawkwood (Giovanni Acuto en italià) i Francesco Novello da Carrara.

## Antecedents
El nomenament de Felip d'Alençon com a patriarca d'Aquileia al Friül en 1381 va provocar greus discòrdies, el principal motiu de la qual va ser el desacord entre Udine i Cividale per l'interès comercial i el prestigi cívic i familiar. El patriarca es va posar obertament al costat de Cividale, provocant una reacció furiosa per part de la gent d'Udine que el va obligar a fugir de l'estat patriarcal.
La Guerra de Chioggia el 1381 entre la República de Gènova va quedar molt debilitada i la República de Venècia va acabar per mediació del comte Amadeu IV de Savoia mitjançant la Pau de Torí, però  Gènova va quedar molt debilitada i Venècia va consolidar el seu poder a la Mediterrània oriental començant la seva expansió per terra ferma.
Els venecians, incapaços d'aturar l'expansió de Pàdua, el seu enemic tradicional al Friül, es van aliar entre març i maig de 1385 amb la família Udine i els Della Scala de Verona, que aspiraven a ampliar el seu territori conquerint Pàdua, mentre Francesco I da Carrara, senyor de Pàdua, que feia temps que tenia l'ambició d'ampliar els seus dominis cap a l'est, es va posar del costat del patriarca exiliat, amb qui s'havia aliat durant la guerra de Chioggia, va sufocar la revolta d'Udine el febrer de 1385 i va restablir-lo al patriarcat. Els Carraresi havien perdut el suport del Regne d'Hongria, immers en les lluites internes per la successió, i van respondre formant una aliança antiveronesa amb els Visconti, senyors de Milà. El conflicte va assolir grans proporcions el 1385 i els paduans van prendre la iniciativa intentant en va conquerir importants municipis friüls. Després d'un període d'estancament, l'any següent els Della Scala van reprendre la guerra però el seu atac va ser contingut pels paduans a la batalla de Brentelle.

## La batalla
Seguint les tàctiques fabianes, John Hawkwood va animar a atacar als veronesos en un camp a la seva elecció, encara que dominant militarment els territoris propers. Igualant les seves forces en la zona més llunyana del canal i ancorant el seu flanc dret darrere d'un munt de fustes, Hawkwood va esperar que el gruix veronès ataqués a un cimbell situat amb un estendard fals, perquè la cavalleria aparegués per la part dreta amb l'estendard real i tancar la retirada.

## Conseqüències
Castagnaro va ser la major victòria de Sir John Hawkwood.
La derrota de Castagnaro va marcar el final de la llarga hegemonia dels della Scala, que al cap d'uns mesos serien expulsats de Verona per les tropes de Joan Galeàs Visconti. El senyor de Verona Antoni I della Scala va trobar refugi amb el seu sogre Guiu III Polentani, senyor de Ravenna, mentre que la resta de la família s'escampà per Itàlia i Alemanya. El gran èxit assolit va resultar ser una victòria pírrica dels Carraresos, que van acordar la divisió dels territoris dels della Scala amb Joan Galeàs Visconti, senyor de Milà, qui no va complir les seves promeses i després de l'expulsió dels della Scala, a més de conquerir Verona, també es va quedar amb Vicenza, que aleshores formava part del senyoriu veronès i que havia estat promesa a Francesco I da Carrara.